# Треполье (платформа)
Треполье — остановочный пункт / платформа на Павелецком направлении Московской железной дороги участка Узуново — Павелец-1-Тульский. Находится в Михайловском районе Рязанской области.
Первый остановочный пункт на Павелецком направлении, находящийся за пределами Московской области. Предыдущий пункт — пл. Кораблёвка, находится в Серебряно-Прудском районе МО.
Ранее была станцией, закрыта в феврале 2010 года.